# فیروزه (ترکمنستان)

فیروزه در ایران در نقشه‌ای از ۱۸۹۲ (با فلش سبز نشان داده شده‌است).

فیروزه (ترکمنی: Firjuza، روسی: Фирюза)  نام روستایی در استان آخال در ترکمنستان است. این روستا تا قبل از پیمان آخال بخشی از خاک ایران بود. این روستا تا اواخر سده ۱۹ (میلادی) در اختیار ایران بود و ساکنان آن کردهای کرمانج بودند. کردهای فیرزه از ایل جلالی بودند. دولت ترکمنستان جدیداً جهت تغییر دموگرافی دست به تغییر ترکیب جمعیتی این منطقه و تخلیه روستا از ساکنانش زده‌است سر انجام این منطقه زیبا و خوش آب و هوا در قرداد بین ناصرالدین شاه قاجار و روسیه تزاری در پیمان آخال برای همیشه از خاک ایران جدا شد.این روستا در ۴۰ کیلومتری عشق آباد قرار دارد.
در قرارداد ۲۸ مه ۱۸۹۳ این روستا با دو قطعه زمین به نام‌های حصار و قلعه عباس‌آباد که در تصرف روسیه بود تعویض گردید. هر چند بعدها و در ضمن عهدنامه ۱۹۲۱ شوروی تعهد داد این روستا به ایران در قبال باز پس گیری شهر سرخس باز پس داده شود ولی با آغاز شاهنشاهی پهلوی ، رضا شاه پهلوی به دلیل اهمیت مرزی بالاتر و خوش آب و هوا بودن شهر سرخس از انجام این کار سر باز زد ؛ این تصمیم رضا شاه از عدم انجام این بند از معاهد از لحاظ مقایسه مساحت شهر سرخس و روستای فیروزه نیز پیرو منافع ایران بود.

## موقعیت
فیروزه از پایتخت ترکمنستان، عشق‌آباد، نزدیک به ۴۰ کیلومتر فاصله دارد. این روستا که در ۱۲ کیلومتری مرز ایران واقع است، از شهرستان شیروان به خوبی دیده می‌شود. این روستا از جنوب با منطقه حفاظت شده گلول و سرانی و روستای نامانلو، از شمال و شرق با شهر عشق آباد و از غرب با روستای خیرآباد و روستای رباط ارتباط دارد.

## جغرافیای طبیعی
فیروزه منطقه‌ای ییلاقی در شمال کوه کپه‌داغ در کشور ترکمنستان است.

## پیمان آخال
از سدهٔ ۱۶ به بعد به علت کمبود آب، قبایل پراکندهٔ ترکمن بیشتر به مناطق جنوب نظیر تجن و مرو در نزدیکی رودخانهٔ اترک آمدند. با این حال این قبایل تحت نفوذ حاکم خراسان یا حاکم بخارا و خیوه قرار داشتند. تا اوایل سدهٔ ۱۹ فرمانبرداری ترکمن‌ها از والی خراسان و خان خیوه نوسان داشت اما با تضعیف حکومت قاجار هر از گاهی به خراسان حمله می‌کردند و به غارت و چپاول می‌پرداختند. در زمان ناصرالدین‌شاه قاجار حاکم خراسان به جنگ ترکمن‌ها رفت ولی در جنگ (در سال ۱۸۶۱ میلادی) شکست خورد و حاکمیت ایران بر این منطقه از میان رفت. دولت قاجار ایران که استیلای خود را بر منطقه از دست رفته دید با امضای قرارداد آخال در سال ۱۸۸۱میلادی فرارود و ترکمنستان امروزی را رسماً به روس‌ها واگذار کرد و مرزهای امروز شمال شرقی را پذیرفت.

## منطقهٔ مرزی فیروزه
یکی از مهم‌ترین و زیباترین مناطقی که در قرارداد آخال بدون هیچگونه درگیری نظامی توسط ناصرالدین شاه به روسیه واگذار شد روستای خوش آب و هوای فیروزه بود.
پس از انقلاب کمونیستی اکتبر ۱۹۱۷ دولتمردان نو روسیه چون در جستجوی هویت و آبروی بین‌المللی بودند و حال و هوای آرمان خواهانه داشتند با تلاشهای رضاشاه پهلوی قراردادهای ستمگرانه روسیه تزاری علیه ایران را لغو کردند و در سال ۱۲۹۹ هجری خورشیدی برابر با ۱۹۲۱ میلادی عهدنامه‌ای میان ایران و شوروی به نام  عهدنامهٔ مودت و دوستی ایران و شوروی به امضاء رسید.
در این عهدنامه آمده بود که چون شوروی تمایل دارد که حق حاکمیت ایران حفظ شود تمام قراردادها و معاهداتی که دولت تزاری روسیه با ایران منعقد کرده و حق ملت ایران را ضایع کرده لغو می‌کند.
یکی از بندهای این عهدنامه این بود که برای تعیین نوار مرزی نتیجهٔ کمیسیون سرحدی سال ۱۸۸۱ را مبنا قرار بدهد و بپذیرد. دولت روسیه همچنین پذیرفت که از بهره‌برداری از جزایر آشوراده و جزیره‌های دیگری که در کرانه‌های ولایت‌های استرآباد ایران واقع شده چشم‌پوشی کند و قریهٔ فیروزه را با زمین‌های نزدیک به آن که برابر قرارداد سال ۱۸۹۳ به روسیه انتقال داده شده بود را به شرط اعطای سرخس به شوروی به ایران بازگرداند که این مهم هیچ‌گاه عملی نشد و دولت شاهنشاهی ایران شهر تاریخی سرخس و منابع آن از رود جیحون را مهم تر از روستای فیروزه میدانست.